# بات كارتر
بات كارتر (بالإنجليزية: Pat Carter) هو لاعب كرة قدم أمريكية أمريكي، ولد في 1 أغسطس 1966 في ساراسوتا في الولايات المتحدة.

## وصلات خارجية
- بات كارتر على موقع مرجع كرة القدم المحترفة.كوم (الإنجليزية)